# Kivikari, Nagu
Kivikari är en ö nära Sandö i Nagu,  Finland.   Den ligger i Pargas stad i den ekonomiska regionen  Åboland  och landskapet Egentliga Finland. Ön ligger omkring 2 kilometer nordväst om Sandö, omkring 11 kilometer öster om Nagu kyrka,  30 kilometer söder om Åbo och 160 km väster om Helsingfors. Närmaste allmänna förbindelse är förbindelsebryggan vid Pensar som trafikeras av M/S Nordep.